# Steinar Strømnes
Steinar Ryen Strømnes (Gjøvik, 19 marzo 1987) è un ex calciatore norvegese, di ruolo difensore.

## Carriera

### Club
Strømnes ha iniziato la sua carriera professionistica nel Vålerenga. Ha debuttato ufficialmente in prima squadra in data 11 maggio 2005, sostituendo Morten Berre nel successo per 2-10 sul campo dell'Hadeland, in un match valido per l'edizione stagionale del Norgesmesterskapet. Il 24 settembre 2006 ha esordito, da titolare, nell'Eliteserien, giocando nella vittoria casalinga per 1-0 sullo Start.
Ad aprile 2007, Strømnes è passato all'HamKam con la formula del prestito. Il 29 aprile ha allora esordito con questa maglia, sostituendo David Mannix nella vittoria per 3-5 arrivata sul campo del Tromsdalen. In estate, Strømnes è tornato al Vålerenga, per cui ha giocato un'ulteriore partita di campionato.
Sempre nell'estate 2007, Strømnes è passato al Kongsvinger. Ha giocato il primo match per la nuova squadra il 26 agosto , nel pareggio per 1-1 sul campo del Bodø/Glimt. Successivamente, il difensore è stato ingaggiato dal Kongsvinger a titolo definitivo. Strømnes è rimasto in squadra fino al termine del campionato 2009, stagione in cui il Kongsvinger ha centrato l'accesso alle qualificazioni all'Eliteserien, ma non ha conquistato la promozione. Strømnes ha lasciato il club congedandosi con 67 presenze tra tutte le competizioni, senza alcuna rete all'attivo.
Nel 2010, ha firmato un contratto con il Lyn Oslo. Ha esordito con questa maglia in data 5 aprile, schierato titolare nella sconfitta per 4-1 arrivata sul campo del Bodø/Glimt. Già da tempo, la società versava in crisi economica e per questo, il 30 giugno 2010, ha dichiarato bancarotta. La squadra è stata esclusa dal campionato 2010 e tutte le partite precedentemente disputate sono state annullate. I calciatori del Lyn Oslo, Strømnes incluso, sono rimasti allora svincolati.
Il 12 luglio 2010, trovato un accordo con l'Åtvidaberg, compagine svedese militante in Allsvenskan. Ha debuttato nella massima divisione locale il 2 agosto, nella sconfitta casalinga contro l'Örebro per 0-2. Ha collezionato 11 presenze fino al termine della stagione, che si è conclusa con la retrocessione dell'Åtvidaberg in Superettan. Strømnes è rimasto in squadra anche per il campionato 2011, contribuendo alla pronta risalita del club che, classificandosi al 1º posto finale, è tornato in Allsvenskan. Complessivamente, tra tutte le competizioni, Strømnes ha giocato 31 partite con questa maglia, senza siglare alcuna rete.
In vista del campionato 2012, è passato allo Strømmen. Ha esordito in squadra il 9 aprile, schierato titolare nella sconfitta per 3-1 maturata sul campo del Bryne. Il 18 agosto 2013 ha segnato la prima rete con questa maglia, nella vittoria esterna per 2-3 in casa del Vard Haugesund. Diventato capitano, il 17 dicembre 2013 ha rinnovato il contratto che lo legava al club per un'ulteriore stagione. Il 18 dicembre 2014, ha trovato un accordo per prolungare il contratto anche per il campionato 2015. Il 17 dicembre 2015, col contratto in scadenza a fine stagione, ha rinnovato l'accordo che lo legava al club fino al 2016.
Il 28 gennaio 2018, lo Stabæk ha annunciato l'ingaggio di Strømnes, che si è legato al club con un contratto triennale.
Il 25 novembre 2019 ha fatto ritorno all'HamKam, a cui si è legato con un accordo biennale. Il 20 novembre 2021 ha ufficializzato il suo addio all'attività agonistica.

### Nazionale
Strømnes ha rappresentato la Norvegia a livello Under-18, Under-19 e Under-21. Per quanto concerne quest'ultima selezione, ha esordito il 5 ottobre 2006, schierato titolare nella vittoria in amichevole per 1-3 sulla Danimarca, in una sfida disputatasi ad Helsingør.

## Statistiche

### Presenze e reti nei club
Statistiche aggiornate al 26 gennaio 2022.
| Stagione           | Club               | Campionato         | Campionato | Campionato | Coppe nazionali | Coppe nazionali | Coppe nazionali | Coppe continentali | Coppe continentali | Coppe continentali | Supercoppe | Supercoppe | Supercoppe | Totale | Totale |
| Stagione           | Club               | Comp               | Pres       | Reti       | Comp            | Pres            | Reti            | Comp               | Pres               | Reti               | Comp       | Pres       | Reti       | Pres   | Reti   |
| ------------------ | ------------------ | ------------------ | ---------- | ---------- | --------------- | --------------- | --------------- | ------------------ | ------------------ | ------------------ | ---------- | ---------- | ---------- | ------ | ------ |
| 2005               | Vålerenga          | ES                 | 0          | 0          | CN              | 1               | 0               | CU                 | 2                  | 0                  | -          | -          | -          | 3      | 0      |
| 2006               | Vålerenga          | ES                 | 4          | 0          | CN              | 0               | 0               | UCL                | 0                  | 0                  | -          | -          | -          | 4      | 0      |
| apr.-lug. 2007     | HamKam             | 1D                 | 1          | 0          | CN              | 0               | 0               | -                  | -                  | -                  | -          | -          | -          | 1      | 0      |
| lug.-ago. 2007     | Vålerenga          | ES                 | 1          | 0          | CN              | 0               | 0               | CU                 | 0                  | 0                  | -          | -          | -          | 1      | 0      |
| Totale Vålerenga   | Totale Vålerenga   | Totale Vålerenga   | 5          | 0          |                 | 1               | 0               |                    | 2                  | 0                  |            | -          | -          | 8      | 0      |
| ago.-dic. 2007     | Kongsvinger        | 1D                 | 7          | 0          | CN              | -               | -               | -                  | -                  | -                  | -          | -          | -          | 7      | 0      |
| 2008               | Kongsvinger        | 1D                 | 28         | 0          | CN              | 3               | 0               | -                  | -                  | -                  | -          | -          | -          | 31     | 0      |
| 2009               | Kongsvinger        | 1D                 | 24+3       | 0          | CN              | 2               | 0               | -                  | -                  | -                  | -          | -          | -          | 29     | 0      |
| Totale Kongsvinger | Totale Kongsvinger | Totale Kongsvinger | 59+3       | 0          |                 | 5               | 0               |                    | -                  | -                  |            | -          | -          | 67     | 0      |
| gen.-giu. 2010     | Lyn Oslo           | 1D                 | 10         | 0          | CN              | 3               | 0               | -                  | -                  | -                  | -          | -          | -          | 13     | 0      |
| lug.-dic. 2010     | Åtvidaberg         | A                  | 11         | 0          | CS              | -               | -               | -                  | -                  | -                  | -          | -          | -          | 11     | 0      |
| 2011               | Åtvidaberg         | S                  | 17         | 0          | CS              | 3               | 0               | -                  | -                  | -                  | -          | -          | -          | 20     | 0      |
| Totale Åtvidaberg  | Totale Åtvidaberg  | Totale Åtvidaberg  | 28         | 0          |                 | 3               | 0               |                    | -                  | -                  |            | -          | -          | 31     | 0      |
| 2012               | Strømmen           | 1D                 | 27         | 0          | CN              | 1               | 0               | -                  | -                  | -                  | -          | -          | -          | 28     | 0      |
| 2013               | Strømmen           | 1D                 | 29         | 2          | CN              | 1               | 0               | -                  | -                  | -                  | -          | -          | -          | 30     | 2      |
| 2014               | Strømmen           | 1D                 | 26         | 1          | CN              | 3               | 0               | -                  | -                  | -                  | -          | -          | -          | 29     | 1      |
| 2015               | Strømmen           | 1D                 | 29         | 2          | CN              | 4               | 0               | -                  | -                  | -                  | -          | -          | -          | 33     | 2      |
| 2016               | Strømmen           | 1D                 | 29         | 2          | CN              | 3               | 0               | -                  | -                  | -                  | -          | -          | -          | 32     | 2      |
| 2017               | Strømmen           | 1D                 | 26         | 1          | CN              | 1               | 0               | -                  | -                  | -                  | -          | -          | -          | 27     | 1      |
| Totale Strømmen    | Totale Strømmen    | Totale Strømmen    | 166        | 8          |                 | 13              | 0               |                    | -                  | -                  |            | -          | -          | 179    | 8      |
| 2018               | Stabæk             | ES                 | 5          | 0          | CN              | 2               | 0               | -                  | -                  | -                  | -          | -          | -          | 7      | 0      |
| 2019               | Stabæk             | ES                 | 13         | 0          | CN              | 2               | 0               | -                  | -                  | -                  | -          | -          | -          | 15     | 0      |
| Totale Stabæk      | Totale Stabæk      | Totale Stabæk      | 18         | 0          |                 | 4               | 0               |                    | -                  | -                  |            | -          | -          | 22     | 0      |
| 2020               | HamKam             | 1D                 | 27         | 3          | -               | -               | -               | -                  | -                  | -                  | -          | -          | -          | 27     | 3      |
| 2021               | HamKam             | 1D                 | 22         | 0          | CN              | 0               | 0               | -                  | -                  | -                  | -          | -          | -          | 22     | 0      |
| Totale HamKam      | Totale HamKam      | Totale HamKam      | 50         | 3          |                 | 0               | 0               |                    | -                  | -                  |            | -          | -          | 50     | 3      |
| Totale             | Totale             | Totale             | 336+3      | 11+0       |                 | 29              | 0               |                    | 2                  | 0                  |            | -          | -          | 370    | 11     |

## Palmarès

### Club

#### Competizioni nazionali
- 1. divisjon: 1

HamKam: 2021